# Olomao
De olomao of lanailijster (Myadestes lanaiensis) is een zangvogel uit de familie Turdidae (lijsters). Het is een waarschijnlijk uitgestorven endemische vogelsoort op Hawaï.

## Kenmerken
De vogel is 18 cm lang, het is een kleine, onopvallend lijster. Van boven is de vogel bruin gekleurd, van onder bleekgrijs, op de keel iets donkerder dan lager naar borst en buik. Onvolwassen vogel is bruiner en gevlekt. De volwassen vogel lijkt wat op de uit Amerika ingevoerde witbrauwlijstergaai (Garrulax canorus) maar die is meer kaneelbruin en heeft een gele snavel.

## Verspreiding en leefgebied
Deze soort kwam voor op Hawaï en telde twee ondersoorten:
- M. l. lanaiensis: Lanai, werd het laatst gezien in 1933 en is daarna uitgestorven;
- M. l. rutha: Molokai, de laatste waarneming dateert uit 1980. Mogelijk komt de vogel nog voor in de niet grondig onderzocht bergbossen op het plateau in de oostelijke helft van het eiland. Het is een vogel die leeft in het verborgene van het gebladerte van vochtig montaan bos.[1]

## Status
De lanailijster heeft een zeer klein verspreidingsgebied en daardoor is de kans op uitsterven zeer groot. De grootte van de populatie werd in 2019 door BirdLife International geschat op hoogstens 50 individuen. Het leefgebied wordt bedreigd door de aanwezigheid van wroetende varkens die het karakter van het bos veranderen. Verder wordt gevreesd dat op den duur muggen die een fataal soort vogelmalaria overbrengen, deze bergbossen zullen bereiken. Om deze redenen staat deze soort als ernstig bedreigd (kritiek) op de Rode Lijst van de IUCN.